# Huls
Huls, en limbourgeois De Huls, est un hameau néerlandais situé dans la commune de Simpelveld, dans la province du Limbourg néerlandais. Le 1er janvier 2005, Huls comptait 360 habitants.